# Luca Vettori
Luca Vettori, född 26 april 1991 i Parma, är en italiensk volleybollspelare. Vettori blev olympisk silvermedaljör i volleyboll vid sommarspelen 2016 i Rio de Janeiro.